# Elena Gheorghe
Elena Gheorghe (ur. 30 lipca 1985 w Clinceni) – rumuńska piosenkarka, reprezentantka Rumunii w 54. Konkursie Piosenki Eurowizji w 2009 roku.

## Życiorys

### Dzieciństwo
Elena Gheorghe urodziła się we wsi Clinceni niedaleko Bukaresztu, z pochodzenia jest pół-Arumunką i pół-Rumunką. Większość jej przodków było prawosławnymi księżmi. Jej matka, Mărioara Man George, jest artystką folkową, siostra Ana – dziennikarką, a brat Costin – piłkarzem w klubie Sportul Studențesc.

### Kariera muzyczna

#### Początki
Elena zadebiutowała na scenie w wieku trzech lat, występując wraz z matką podczas jednego z koncertów z utworem „Sus în Deal în Poieniţă”. W wieku 11 lat Elena dołączyła do Narodowego Pałacu Dzieci, gdzie pobierała lekcje śpiewania. Została solistką zespołu Harmony Circle, z którym występowała na wielu lokalnych festiwalach. W 2000 roku zdobyła złoty puchar Little Bear podczas konkursu w Baia Mare, gdzie wykonała przebój „One Moment In Time” Whitney Houston. Rok później wzięła udział w Mamaia Festival, gdzie poznała Adelę Popescu. Niedługo później założyła z nią zespół o nazwie Viva.

#### 2003-05: Mandinga
W 2003 roku Gheorghe została solistką zespołu Mandinga grającego muzykę latynoską. W czerwcu tego samego roku grupa zagrała jako support dla zespołu Rafaga oraz wydała swój debiutancki album zatytułowany De Corazón. W marcu 2005 roku zajęli czwarte miejsce podczas rumuńskich eliminacji do 50. Konkursu Piosenki Eurowizji z utworem „Soarele meu”. Singiel promował drugą płytę grupy pod tym samym tytułem, która ukazała się kilka miesięcy później.

#### 2006-08: Kariera solowa,Vocea taiTe ador
W czerwcu 2006 roku Elena wydała swój debiutancki album solowy pt. Vocea ta. W marcu kolejnego roku wokalistka otrzymała nagrodę przyznawaną przez Radio România Actualitaţi w kategorii najlepszy występ, a tytułowy singiel z płyty otrzymał nominację do tytułu „Najlepszej piosenki”. W sierpniu 2007 roku jej utwór „Ochii tăi căprui” wygrał plebiscyt Romanian Top Hit Music Awards. Rok później ukazał się jej drugi solowy album pt. Te ador. W tym samym roku nagrała także płytę pt. Lilicea vreariei, na której śpiewała razem z Gicem Coadem.

#### 2009: Konkurs Piosenki Eurowizji

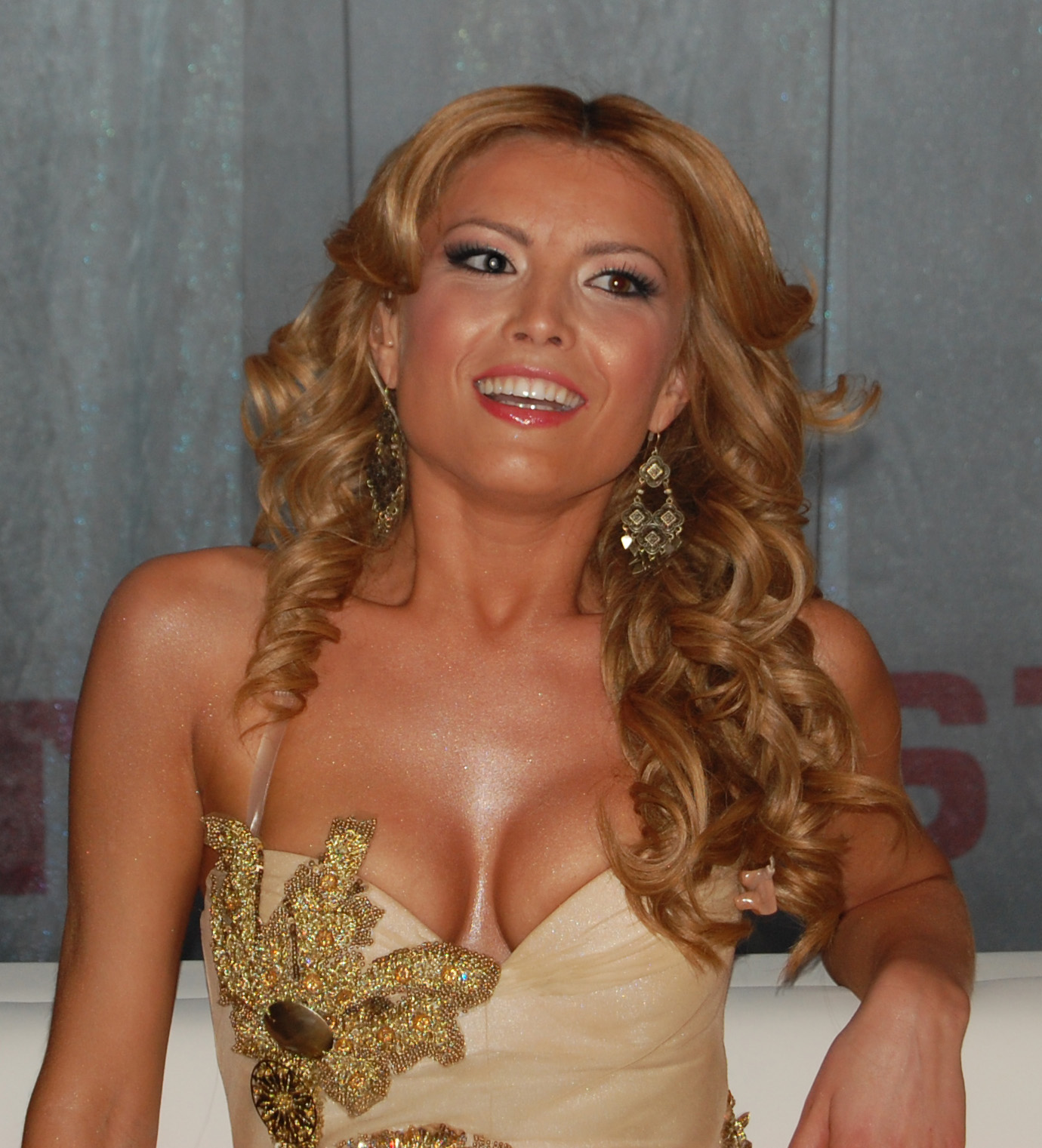
Elena podczas Konkursu Piosenki Eurowizji, maj 2009

W 2008 roku autor utworów Laurentiu Duta zaproponował Elenie udział w rumuńskich eliminacjach eurowizyjnych z jego piosenką „The Balkan Girls”. Na początku 2009 roku krajowy nadawca publiczny Televiziunea Română (TVR) opublikował listę 24 półfinalistów selekcji, wśród których znalazła się także Gheorghe. Wokalistka wystąpiła podczas drugiego koncertu półfinałowego, który odbył się 29 stycznia i zakwalifikowała się do finału, zorganizowanego dwa dni później. Zdobyła w nim łącznie 22 punkty od komisji jurorskiej i telewidzów, zostając zwyciężczynią eliminacji i tym samym reprezentantką Rumunii podczas 54. Konkursu Piosenki Eurowizji. Po wygranej w selekcjach wyruszyła w trasę promocyjną po Europie, która trwała od lutego do maja. W tym samym czasie jej eurowizyjna propozycja trafiła na pierwsze miejsce rumuńskiej listy przebojów. 12 maja Gheorghe wystąpiła w pierwszym półfinale Konkursu Piosenki Eurowizji, który odbył się w Moskwie. Zdobyła łącznie 67 punktów i zakwalifikowała się do rundy finałowej z dziewiątego miejsca. W sobotę, 16 maja zaprezentowała się jak dwudziesta druga w stawce finałowej imprezy i otrzymała w sumie 40 punktów, zajmując ostatecznie 19. miejsce w końcowej klasyfikacji.

#### Od 2010:Disco Romancing
Po udziale w Konkursie Piosenki Eurowizji Elena wydała single „I'm on Fire”, „Disco Romancing” oraz „Midnight Sun”, który dotarł do 21. miejsca holenderskiej listy przebojów Dutch Single Top100. W 2011 roku Gheorghe nawiązała współpracę z Dony'm, z którym nagrała utwór „Hot Girls”. Piosenka trafiła na notowania w Austrii i Niemczech. Rok później wokalistka wydała kolejne single – „Amar tu vida” i „Your Captain Tonight”, który zadebiutował na 95. miejscu na holenderskiej liście przebojów. Wszystkie utwory wydane od 2010 roku zapowiadały trzeci solowy album studyjny pt. Disco Romancing, który ukazał się w 2012 roku.
W 2013 roku Elena rozpoczęła współpracę z raperem Glancem, z którym nagrała singiel „Ecou”. Rok później ukazał się ich drugi wspólny utwór – „Mamma mia (He's Italiano)”, który zyskał popularność m.in. w Polsce, gdzie trafił do czołówki notowania Radia ESKA.

## Dyskografia

### Albumy studyjne
- Vocea ta (2006)
- Lilicea vreariei (2008, z Gicem Coadem)
- Te ador (2008)
- Disco Romancing (2012)

### Single
- 2006 – „Vocea ta”
- 2007 – „Ochii tăi căprui”
- 2008 – „Te ador”
- 2008 – „Până la stele”
- 2009 – „The Balkan Girls”
- 2010 – „I’m on Fire”
- 2010 – „Disco Romancing”
- 2010 – „Midnight Sun”
- 2011 – „Hot Girls” (z Donym)
- 2012 – „Your Captain Tonight”
- 2012 – „Amar tu vida”
- 2013 – „Ecou” (z Glancem)
- 2014 – „Mamma mia (He’s Italiano)” (z Glancem)
- 2014 – „Polul Nord (Brrrrrr...)” (z Adim Cristescu feat. Uddi)
- 2015 – „Senor Loco” (z Dannym Mazo)
- 2015 – „Autograf”
- 2016 – „Antidot”
- 2017 – „Body Song”
- 2017 – „Hot Bangrha”